# Edvaldo Oliveira Chaves
Edvaldo Oliveira Chaves, född 4 augusti 1958, är en brasiliansk tidigare fotbollsspelare.
Pita spelade 7 landskamper för det brasilianska landslaget. Han deltog bland annat i Copa América 1979.